# Der kleine Prinz

Deckblatt der US-amerikanischen Originalausgabe

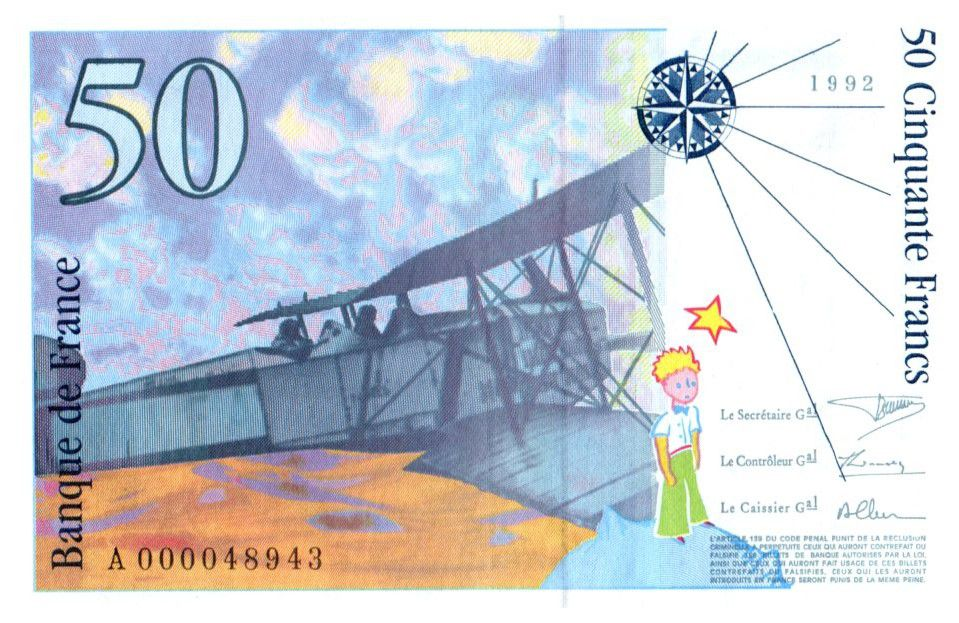
Der kleine Prinz auf der Rückseite eines 50-Francs-Scheins, 1992

Der kleine Prinz (Originaltitel: Le Petit Prince) ist eine mit eigenen Illustrationen versehene Erzählung des französischen Autors Antoine de Saint-Exupéry. Das Buch erschien 1943 in New York, wo sich Saint-Exupéry im Exil aufhielt, und wurde zu seinem bekanntesten Werk. Der kleine Prinz gilt als literarische Umsetzung des moralischen Denkens und der Welterkenntnis seines Autors und als Kritik an einem Werteverfall der Gesellschaft. Das populärste Zitat aus Der kleine Prinz ist die Aussage des Fuchses, den der Prinz während seiner Reise trifft: „Man sieht nur mit dem Herzen gut. Das Wesentliche ist für die Augen unsichtbar.“ Die Erzählung ist ein modernes Kunstmärchen und wird als Plädoyer für Freundschaft und Menschlichkeit interpretiert.

## Veröffentlichungen
Die Erstausgabe des Kleinen Prinzen wurde am 6. April 1943 von Reynal & Hitchcock in New York veröffentlicht. Das Buch erschien gleichzeitig im französischen Original (Le Petit Prince) und in einer englischen Übersetzung (The Little Prince) von Katherine Woods. Von der Erstauflage wurden auch limitierte und signierte Ausgaben auf Englisch (525 Exemplare) und Französisch (260 Exemplare) verkauft.
Weil Saint-Exupéry einen Vertrag mit dem Verlag Éditions Gallimard hatte, verklagte dieser den amerikanischen Verleger. Die erste Ausgabe in Frankreich erschien bei Gallimard mit einem Copyrightvermerk von 1945, der in späteren Auflagen mit 1946 angegeben wurde, da die Ausgabe erst 1946 in den Handel gekommen sein soll. Die postum erschienene Ausgabe von Gallimard brachte einen leicht veränderten Text: Im Unterschied zur Originalausgabe sieht der kleine Prinz an einem Tag die Sonne 43 Mal untergehen (Kapitel VI) statt 44 Mal. Auch die Farben der Illustrationen wurden verändert, so dass der Prinz einen marineblauen Mantel (Kapitel II) statt eines grünen trägt. Diese Änderungen wurden weltweit in fast allen Ausgaben übernommen.
1950 erschien die erste deutsche Übersetzung von Grete und Josef Leitgeb beim Arche Verlag in Zürich und beim Karl Rauch Verlag in Bad Salzig. Bis heute wurde das Buch weltweit in 618 verschiedene Sprachen und Dialekte übersetzt und ist damit nach der Bibel und dem Koran das am häufigsten übersetzte literarische Werk.
Zeichnungen:

Der König
Der Gelehrte
Der kleine Prinz

Das handschriftliche Manuskript des Kleinen Prinzen befindet sich heute in der Morgan Library in New York.

## Inhalt

### Inhaltsangabe
Der namenlose Erzähler berichtet zunächst, wie er als sechsjähriges Kind seine erste Zeichnung vollendet hatte. Diese sollte eine Riesenschlange darstellen, die einen Elefanten verdaut. Außer dem Erzähler erkennen „große Leute“ jedoch nur einen Hut und empfehlen dem Erzähler, mit dem Zeichnen aufzuhören. Dieser passt sich an die Welt der „großen Leute“ an, fühlt sich jedoch allein und unverstanden.
Zufällig begegnet der Erzähler, nachdem er mit seinem Flugzeug in der Sahara notgelandet ist, dem kleinen Prinzen, der ihn bittet: „Zeichne mir ein Schaf …“ Der Erzähler zeichnet ihm zunächst die Riesenschlange und wider Erwarten hat der kleine Prinz keine Probleme, Schlange und Elefanten zu erkennen. Also versucht der Erzähler ein Schaf zu zeichnen, aber der kleine Prinz ist mit allen Zeichnungen unzufrieden. Letztlich zeichnet der Erzähler eine Kiste und erklärt: „Das Schaf, das du willst, steckt da drin.“ Damit ist der kleine Prinz zufrieden.
Tag für Tag erzählt nun der kleine Prinz dem Erzähler von den Stationen seiner Reise zur Erde. Er stammt nicht von der Erde, sondern – wie der Erzähler vermutet – von einem kleinen Asteroiden, „kaum größer als ein Haus“. Auf diesem kleinen Planeten war der kleine Prinz hauptsächlich damit beschäftigt, seine drei Vulkane zu reinigen (einer davon erloschen) und die Affenbrotbäume herauszureißen, damit sie nicht den ganzen Planeten überwucherten und schließlich sprengten. Das soziale Umfeld des kleinen Prinzen besteht aus einer sprechenden Rose, die meist nur „die Blume“ genannt wird. Schließlich verließ der kleine Prinz seinen Planeten.
Auf der Suche nach Freunden besucht er weitere Asteroiden in der Umgebung, deren jeder das Lebensfeld eines ichbezogenen, in seiner Welt eingeschlossenen Menschen darstellt. So trifft er eine Reihe von einsamen Personen: einen König, der ein fiktives Reich beherrscht und für den der kleine Prinz nur ein Untertan ist; einen Eitlen, der ihn als Bewunderer sieht; einen Alkoholiker, der trinkt, um seine Trunksucht zu vergessen; einen Geschäftsmann, der behauptet, die Sterne zu besitzen; einen pflichtbewussten Laternenanzünder und einen Geografen, der riesige Bücher schreibt, in denen jedoch zum Kummer des Prinzen die wichtigen Dinge des Lebens nicht beschrieben würden. Der Geograf rät dem kleinen Prinzen, den Planeten Erde zu besuchen.
Und so kommt der kleine Prinz auf den siebten Planeten, die Erde. Zunächst trifft er dort auf eine kluge, ihm wohlgesinnte Giftschlange. Diese bietet ihm an, ihm bei der Rückkehr auf seinen Planeten zu helfen. Der kleine Prinz versteht, dass diese Hilfe aus einem tödlichen Biss besteht, obwohl die Schlange freundliche, doch rätselhafte Formulierungen benutzt.
Anschließend durchquert der kleine Prinz die Wüste in Afrika und trifft schließlich den Fuchs, der ihm das Geheimnis einer einmaligen Bindung zwischen zwei Wesen erklärt: „Man kennt nur die Dinge, die man zähmt“ und „Du bist zeitlebens für das verantwortlich, was du dir vertraut gemacht hast.“ Dann verrät er dem Prinzen sein Geheimnis: „Man sieht nur mit dem Herzen gut. Das Wesentliche ist für die Augen unsichtbar.“
Als der Trinkwasservorrat des Erzählers aufgebraucht ist, machen sich die beiden auf, um einen Brunnen zu suchen, den sie schließlich finden. Der kleine Prinz deutet dem Erzähler gegenüber erneut an, dass er durch seinen Tod auf seinen Planeten zu seiner Blume zurückkehren kann. Er erkennt, dass seine Blume das einzige ist, was er wirklich liebt. Außerdem ermahnt er den Erzähler, weiter an der Reparatur seines Flugzeuges zu arbeiten. Als dieses startklar ist, sucht der Erzähler den Brunnen erneut auf und erfährt dort, wie sich der kleine Prinz mit der Giftschlange verabredet, um sich von dieser beißen zu lassen, d. h., um zu seinem Planeten zurückzukehren.
Auch der Erzähler kehrt in seine Welt zurück, bittet aber die Leser, ihn bei der weiteren Suche nach dem kleinen Prinzen zu unterstützen.

### Interpretationsansätze
„Der kleine Prinz“ ist aus unterschiedlichen Perspektiven gedeutet worden.
Hugo Deyserink stellt vor allem den Gegensatz zwischen der (positiven) Sichtweise der Welt des Kindes (imagination) und der negativen Sichtweise des Erwachsenen (raison) heraus.
Ernst August Racky sieht in der Darstellung der Typen die menschliche Unfähigkeit und Unwilligkeit, selbst das als negativ Erkannte zu ändern.
Für Pierre Pagé kehrt der Autor zu den Tugenden der Freundschaft, Liebe und Humanität zurück, die allein das Leben lebenswert machen.
Monika Bosse und Eva-Maria Knapp-Tepperberg kritisieren in der gesellschafts- und ideologiekritischen Zeit der 1970er Jahre die im Kleinen Prinzen positiv dargestellte bürgerliche Gesellschaft. Die poetischen Intentionen des Textes bleiben dabei unbeachtet.
Edward J. Capestany betrachtet in seiner psychologischen Studie die Entwicklung vom Kindes- bis zum Erwachsenenalter.
Yves Le Hir schließlich stellt im Kleinen Prinzen Anklänge an das Leben Jesu heraus und sieht in ihm eine christusähnliche Lichtgestalt.

## Trivia
- Inspirationen für den Kleinen Prinzen empfing Saint-Exupéry sehr wahrscheinlich zwischen 1927 und 1929 während seiner wiederholten Stationierungen in Tarfaya in Marokko.
- Das von Saint-Exupéry selbst illustrierte Buch wurde mehrmals verfilmt und für das Theater adaptiert. Die erste Theateradaption war die von Rudolf Fischer aus dem Jahr 1950, entstanden noch vor der deutschen Ausgabe des Buchs. Auch ein Chanson von Gilbert Bécaud (Le Petit Prince est revenu) geht auf den Roman zurück.
- Die im Buch eine Hauptrolle einnehmende Rose symbolisiert laut einer weit verbreiteten Interpretation Saint-Exupérys Muse Consuelo de Saint-Exupéry.
- Eugen Drewermann kommt in seinem Buch Das Eigentliche ist unsichtbar zur tiefenpsychologischen Interpretation, dass in der Blume des kleinen Prinzen die Mutter des Dichters gesehen werden müsse. Tatsächlich hatte Saint-Exupéry zu seiner Mutter eine tiefe und innige Beziehung.

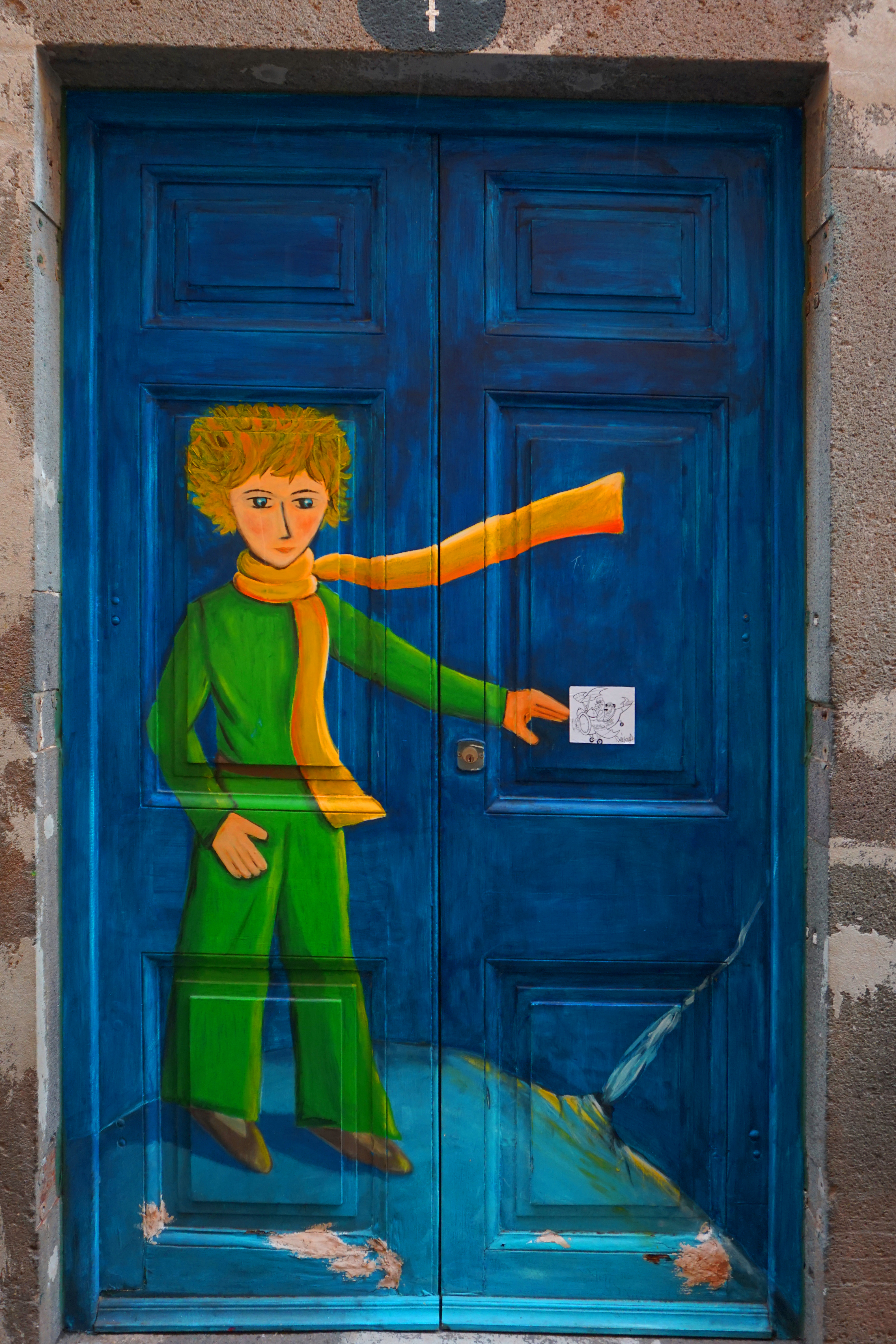
Der kleine Prinz im Rahmen eines Street-Art-Projektes in Funchal (Madeira)

- Der kleine Prinz im Rahmen eines Street-Art-Projektes in Funchal (Madeira)In der japanischen Kleinstadt Hakone befindet sich ein Museum zum Stoff der Erzählung: The Museum of The Little Prince.
- Der Mond des Asteroiden (45) Eugenia wurde nach dem kleinen Prinzen Petit-Prince benannt.
- Der Asteroid (46610) Bésixdouze ist nach dem Asteroiden B 612 benannt, von dem der kleine Prinz stammt. B612 ist außerdem die hexadezimale Schreibweise der Zahl 46610.
- Die NASA benannte ein Sternbild nach dem kleinen Prinzen.[15][16]
- In Baden-Baden gibt es das nach dem Roman benannte Hotel Der Kleine Prinz. Im Innern begleiten Motive der Geschichte die Gäste durch das Haus.
- Bis zum 16. Juli 2013 lief ein Aufruf „Let’s meet with Le Petit Prince! Million Campaign 2“ der japanischen Weltraumorganisation JAXA zur Teilnahme an der Weltraummission Hayabusa 2.[17] Menschen waren eingeladen, ihren Namen und eine Botschaft zum Asteroiden (162173) 1999 JU3 zu senden.
- Im Juli 2014 eröffnet bei Ungersheim im Elsass der Luft- und Wasser-Themenpark Le Parc du Petit Prince („Der Park des kleinen Prinzen“). Dort gibt es rund 30 Attraktionen, darunter Labyrinthe, einen Flugsimulator, drei Kinos und eine Schmetterlingsfarm.[18][19]
- 1997 erschien das Buch Der kleine Prinz kehrt zurück von Jean-Pierre Davidts. Dies ist eine Fortsetzung von Der kleine Prinz und ist eine Hommage an Saint-Exupéry.[20]
- 2019 wurde Der kleine Prinz mit dem Retro Hugo Award 1944 in der Kategorie Best Novella (Bester Kurzroman) ausgezeichnet.
- 2022 erschien das Buch Il sorriso del Piccolo Principe (Edizioni Wip) von Donato Sperduto: Der kleine Prinz kann endlich lächeln.

## Buchausgaben
- Le Petit Prince. Éditions Gallimard, Paris 1943, ständige Neuauflagen, ISBN 978-0-15-246503-2.
- Der Kleine Prinz. Mit Zeichnungen des Verfassers, Übers. Grete und Josef Leitgeb. 68. Auflage, Rauch, Düsseldorf 2012, ISBN 978-3-7920-0049-6.
- Übers. und Nachwort Elisabeth Edl, Rauch, Düsseldorf 2009, ISBN 978-3-7920-0052-6.
- Übers. Susan Niessen, Loewe, Bindlach 2017, ISBN 978-3-7855-8287-9 (Übersetzung „für Kinder“).
- Übers. Hans Magnus Enzensberger. dtv, München 2015, ISBN 978-3-423-21570-1.
- Übers. Peter Sloterdijk. Insel, Berlin 2015 ISBN 978-3-458-20017-8.
- Übers. Marion Herbert. Ananconda, Köln 2015. Mit den Zeichnungen des Verfassers.
  - „Heißt zähmen vertraut machen?“ – Der Kleine Prinz neu übersetzt. Marion Herbert über ihre Annäherung an das Verb apprivoiser bei Antoine de Saint-Exupérys Der kleine Prinz. Ein Werkstattbericht. ReLÜ, 2016.
- Der Chly Prinz, übersetzt ins Berndeutsche von Lorenz Pauli, Lokwort, Bern 2005, ISBN 978-3-906786-28-5.
- Der kleine Prinz. Le Petit Prince. Neuübersetzung von Walter Sauer, mit dem französischen Original. Zweisprachige Ausgabe. Edition bilingue. Edition Tintenfaß, Neckarsteinach 2015, ISBN 978-3-943052-92-3.
- The Little Prince. Translated into American English by Nadine Sauer. Edition Tintenfaß, Neckarsteinach 2016, ISBN 978-3-946190-10-3.
- Da kloa Prinz, übertragen ins Bairische von Gerd Holzheimer, Allitera Verlag, München 2016, ISBN 978-3-86906-899-2.
- ta'puq mach, übertragen ins Klingonische (deutsch-klingonisch) von Lieven L. Litaer. In Farbe und Bunt Verlags-UG, Mülheim 2018, ISBN 978-3-95936-122-4.
- In der Edition Tintenfass, Neckarsteinach, sind mittlerweile ca. 140 Übersetzungen des Buches erschienen, z. B. ins Russische, Arabische, Jiddische, Walisische, Hebräische, Schottische (Scots), Flämische oder in bereits ausgestorbene Sprachen wie das Mozarabische, das im 13. Jahrhundert in al-Andalus gesprochen wurde, oder das Altenglische in angelsächsischen Runen sowie in deutsche Dialekte wie das Bairische, Wienerische, Alemannische, Mönsterländsk Platt, Ostfriesische, Pfälzische u. v. a. m. Liste siehe unter Weblinks.

## Umsetzungen

### Comic
- 2008: Le Petit Prince, von Joann Sfar bei Gallimard, 2009 auf Deutsch bei Carlsen. In Frankreich wurde der Band 2008 im Rahmen des europäischen Comicfestivals in Angoulême als beste Graphic Novel für junge Leser ausgezeichnet.

### Vertonungen

#### Lesungen
- 1954: Le Petit Prince, französische Vertonung mit Gérard Philipe als Erzähler
- 1956: Der kleine Prinz, erschienen bei Philips auf einer Doppel-LP, gesprochen von Hardy Krüger (Erzähler).
- 1959: Hörkassette von Deutsche Grammophon Junior, gesprochen von Will Quadflieg
- 1977: Der kleine Prinz, Kunstkopf-Produktion des ORF NÖ mit Ernst Wolfram Marboe als Erzähler
- 1999: Hörbuch von Patmos, gelesen von Ulrich Mühe, Preis der deutschen Schallplattenkritik 2000, ISBN 3-491-24058-1
- 2009: Hörbuch von Rauch, Neuübersetzung von Elisabeth Edl, gelesen von Jan Josef Liefers
- 2015: Hörbuch von GoyaLiT, Neuübersetzung von Hans Magnus Enzensberger, gelesen von Stefan Kaminski. Mit Musik von Ulrich Maske, ISBN 978-3-8337-3321-5
- 2015: Hörbuch von Audiobuch, Übersetzung von Maja Ueberle-Pfaff, gelesen von Oliver Rohrbeck, ISBN 978-3-89964-799-0
- 2015: Hörbuch von Roof Music, Neuübersetzung von Thomas Pigor, gelesen von Bastian Pastewka, ISBN 978-3-86484-105-7
- 2015: Hörbuch von Oetinger Media, Neuübersetzung von Maya Geis, gelesen von August Zirner, ISBN 978-3-8373-0842-6
- seit 2017: Live-Hörspiel mit Musik und Dia-Show, Christoph Tiemann und das Theater ex libris[21]

#### Hörspiele
- 1951: Hörspiel des HR, Regie: Rudolf Rieth, Sprecher: Ruth Hellberg, Martin Held, Gudrun Gewecke u. a. Länge: 71 Minuten
- 1980: Hörspiel der Phonogramm GmbH, Regie: Michael Weckler, Sprecher: Hardy Krüger (Pilot), Ulli Philipp (Kleiner Prinz), Länge: 106 Minuten. Erschienen bei Philips.
- 1989: DDR-Hörspiel, Regie: Flora Hoffmann, Sprecher: Peter Reusse (Flieger), Mirko Elbracht (Kleiner Prinz), Heidrun Perdelwitz (Schlange), Werner Dissel (König), Ulrich Voß (Geschäftsmann), Viktor Deiß (Laternenanzünder), Gerd Michael Henneberg (Geograph), Ruth Glöss (Armselige Blume), u. a. Länge: 50 Minuten.
- 1991: Hörspiel von Sachsen Radio, Regie: Horst Liepach, Musik: Jürgen Ecke, Sprecher: Beate Kiesant (Prinz), Martin Seifert (Flieger), Ellen Hellwig (Blume), Günther Grabbert (König), Walter Niklaus (Eitler), Hans-Joachim Hegewald (Säufer), Dieter Bellmann (Geschäftsmann), Wolf Goette (Laternenanzünder), Astrid Bless (Schlange), Gert Gütschow (Fuchs), Carina Wiese u. a. (Rosen), Friedhelm Eberle (Erzähler). Länge: 80 Minuten.
- 2016: Hörspiel des WDR, Regie, Bearbeitung und Übersetzung: Kai Grehn, Musik: Alva Noto, Tarwater, Sprecher: Alexander Fehling (Kleiner Prinz), Martin Wuttke (Flieger), Jens Wawrczeck (Fuchs), Dieter Hallervorden (König), Paula Beer (Rose), Josef Ostendorf (Geograph), Otto Mellies (Geschäftsmann), Samuel Finzi (Laternenanzünder), Jule Böwe (Schlange), Andreas Schmidt (Eitler), Lars Rudolph (Trinker), Claudia Graue (Die Rosen im Rosengarten). Länge: 71 Minuten. Erschienen auf CD bei Hörbuch Hamburg
- 2017: Hörspiel von Floff Publishing, Regie: Florian Fickel, Übersetzung: Hans Magnus Enzensberger (dtv), Sprecher: Christoph Maria Herbst (Pilot), Nicolás Artajo (Kleiner Prinz), Manfred Lehmann, Detlef Bierstedt, Jürgen Kluckert, Santiago Ziesmer, Gerrit Schmidt-Foß, u. a. Länge: 66 Minuten. Erschienen bei Edel SE.

#### Lieder
- 1983: Die Lieder des kleinen Prinzen von Kurt Demmler, 1985 als Doppel-LP bei Amiga

### Bühne

#### Konzert, Ballett und Oper
- 1985: Der kleine Prinz Oper von Michael Horwath Musik und Barbara Hass Libretto, UA im Theater des Westens
- 1997: Orchestersuite von Nikolaus Schapfl, UA in Shanghai
- 2003: Oper von Nikolaus Schapfl (Libretto und Musik), UA in Salzburg
- 2003: weitere Vertonung in Houston uraufgeführt, die Musik stammt von Rachel Portman, das Libretto von Nicholas Wright.
- 2005: Ballett am Anhaltischen Theater Dessau von der Gregor Seyffert Company aufgeführt.
- 2014: Singspiel für Kinder und Erwachsene von Basti Bund, Libretto von Michael Sommer nach der deutschen Originalübersetzung von Grete und Josef Leitgeb
- 2017: Die Widerspenstigkeit, Märchen von Mirko Bonné (Fortführung der Geschichte): Der Erzähler sucht nach dem abgestürzten Flugzeug des Antoine de Saint-Exupéry.[22]
- 2022: Il piccolo principe, Oper von Pierangelo Valtinoni, Libretto von Paolo Madron, uraufgeführt am Teatro alla Scala. Uraufführungen der Mailänder Fassung auf Deutsch am Staatstheater Darmstadt und einer erweiterten Fassung am Theater Regensburg, beide 2024.[23]
- 2022: Ballett von Ada Ramzews, von der Benedict Manniegel Dance Company in München uraufgeführt[24]
- 2025: Der kleine Prinz – ein musikalisches Märchen von Philipp Manuel Gutmann (Musik) und Fedora Wesseler (Libretto), UA am Staatstheater am Gärtnerplatz München[25]

#### Musical
Der kleine Prinz fand auch als Musical in verschiedenen Adaptionen auf die Bühne:
- 1982: The Little Prince and the Aviator
John Barry (Musik) und Don Black (Text)[26]
- 2015: Der kleine Prinz
Wolfgang Lackerschmid (Musik) und Walter Weyers (Text)[27]
- 2015: Der kleine Prinz
Deborah Sasson (Musik) und Jochen Sautter (Text)[28]
- 2016: Der kleine Prinz Jean Claude Séférian (Musik und Text)[29]
- 2022: The Little Prince
Terry Truck (Musik) und Chris Mouron (Text)[30]
- 2022: Der kleine Prinz
Robert Neumann (Musik) und Claudia Balko (Text)[31]

#### Deutsche Bühnenfassungen
Die erste deutsche Bühnenfassung entstand bereits kurz nach dem Erscheinen der französischen Originalausgabe des Kleinen Prinzen in den Jahren 1950 und 1951, also noch vor der deutschen Erstveröffentlichung. Seit mehr als vierzig Jahren spielt das theater in der westentasche – Das Kleinste Theater Deutschlands aus Ulm die Urbühnenfassung von Der kleine Prinz in der dramaturgischen Bearbeitung der Intendantin Christiane Dentler.
Der Puppenspieler Rudolf Fischer von den Königsteiner Puppenspielen übersetzte ebenfalls das Buch und führte es als Figurentheaterstück mit Puppen von Lore Lafin schon Anfang der 1950er Jahre an seiner Bühne auf. Nur wenig später kam die Augsburger Puppenkiste mit ihrer Fassung heraus. Um 1965 hatte Herbert Lederers Einmanntheater seine eigene Fassung im Programm. Im Jahr 2004 schuf Gregor Seyffert am Anhaltischen Theater Dessau mit seiner Gregor Seyffert Companie ein Ballett zum Buch unter gleichem Titel.
Eine Mischung von Theater und Puppenspiel in der Tradition des schwarzen Theaters bietet die Adaption des Velvets Theaters in Wiesbaden in der Fassung von Dana Bufková und Bedřich Hánys.
Im Jahr 2002 entstand an der Landesbühne Hannover unter der Regie von Alexander Katt eine Soloversion, die speziell für Aufführungen in Schulklassen konzipiert worden war. Hier kam der Schauspieler Tim von Kietzell mit einer Art Seifenkisten-Flugzeug in die Schulklasse geflogen, stürzte auf dem Lehrertisch ab und verwandelte sich im Lauf einer Schulstunde in alle Figuren. Diese Inszenierung lief ungefähr 150-mal in Niedersachsen und war auch zu den Theatertagen in Oldenburg eingeladen.
Eine ganz andere Umsetzung des Stoffes stellt die Produktion der drehbühne berlin aus dem Jahr 2004 (Regie: Lorenz Christian Köhler) dar. Sie verbindet eine märchenartige Bühnendarstellung mit Puppentheater- und eingespielten Schauspielszenen, in denen unter anderem Bruno Ganz, Michael Mendl, Dieter Mann, Armin Rohde, Horst Krause und Florian Lukas auftreten. Die Filmaufnahmen entstanden in Koproduktion mit der Hochschule für Film und Fernsehen in Potsdam-Babelsberg und der Puppenspielabteilung der Hochschule für Schauspielkunst „Ernst Busch“ Berlin. Seit 2008 wird diese Inszenierung regelmäßig im Berliner Admiralspalast an der Friedrichstraße gezeigt. Auf der Grundlage dieser Inszenierung erschien 2011 die zweite deutsche Filmadaption von Der kleine Prinz, ebenfalls von der drehbühne berlin produziert, auf DVD beim Karl Rauch Verlag Düsseldorf.
Seit der Spielzeit 2000/2001 zeigt Roberto Ciulli am Theater an der Ruhr eine Umsetzung des Stoffs, in der er den Prinzen als alten Clown darstellt. Einen radikalen Gegenentwurf dazu bildet die Inszenierung des Kölner Theater Tiefrot vom Mai 2008 unter der Regie von Volker Lippmann. Die Spielfassung des Autors Bernd Klepin geht von einer biografisch-psychologischen Interpretation der letzten Lebensjahre Saint-Exupérys aus, verlegt die Handlung in den Krankensaal einer psychiatrischen Anstalt und zeigt die Romanhandlung als Stationen einer Depression, die schließlich in Wahnsinn und Selbstmord endet.
Seit 1992 führt das Kieler Theater Die Komödianten das Stück jeden Sommer auf einer Freilichtbühne im Innenhof des Kieler Rathauses auf.
Seit 2015 gibt es eine neue Bühnenbearbeitung von Martin Chlupka in der Übersetzung von Hans Magnus Enzensberger.
Ebenfalls 2015 wurde eine Musical-Fassung von Deborah Sasson (Musik) und Jochen Sautter (Text, Choreographie) uraufgeführt. Diese Fassung ist für wechselnde Bühnen konzipiert und benutzt Videoprojektionen von Daniel Stryjecki.
Als Live-Hörspiel mit Musik und einer dramaturgisch abgestimmten Dia-Show bringt Christoph Tiemann und das Theater ex libris das Werk mit zwei Schauspielern seit 2017 auf die Bühne.
Eine neue Theaterfassung mit chronologischer Reihenfolge der Geschichte wurde am 14. November 2018 beim Festival „Theater International“ in Ludwigshafen uraufgeführt. In Zusammenarbeit des Kinder- und Jugendtheaters Speyer mit der Deutschen Staatsphilharmonie Rheinland-Pfalz entstand von Matthias Folz eine Inszenierung, die „den poetischen Saint-Exupéry-Ton in philosophischer Tiefe und aktualisierter Gesellschaftskritik“ trifft. In den Hauptrollen waren Gurmit Boghal und Patrick Braun zu sehen.
Martin Bärenz schrieb 2020 Text und Musik für ein Stück in der Besetzung Sprecher, Flöte, Violoncello und Klavier. Die Uraufführung fand am 11. Juli 2021 in Heidelberg statt.
Eine Inszenierung von Jörg Thieme wird 2022 als Puppentheater am Musiktheater im Revier in Gelsenkirchen aufgeführt. Die Textfassung dazu stammt von Jörg Thieme und Carola Cohen-Friedlaender.

### Verfilmungen
- 1954/62: Der kleine Prinz, Marionettenspiel der Augsburger Puppenkiste
- 1966: Mažasis princas und Маленький принц (Malenkij prinz), die erste Kinoadaption der Erzählung, produziert in der Sowjetunion vom Litauischen Filmstudio. Regisseur Arūnas Žebriūnas führte parallel bei einer litauischen und einer russischen Fassung Regie, die sich in kleinen Details unterscheiden.[47]
- 1966/1972: Der kleine Prinz (TV), DDR-Fernsehfilm von Konrad Wolf
- 1974: Der kleine Prinz, Filmmusical
- 1990: Der kleine Prinz, Zeichentrickfilm, 60 Minuten (ZDF), Regie: Theo Kerp, Produktion: Alphafilm, Sprecher: u. a. Sabine Bohlmann, Joachim Höppner, Cornelia Froboess[48][49]
- 2011: Der kleine Prinz, DVD-Produktion der drehbühne berlin, Regie: Lorenz Christian Köhler
- 2011: 3D-Animationsserie: Der kleine Prinz, 36 neue Abenteuer (78 Folgen), eine Produktion von Method Animation und Saint-Exupéry-d’Agay Estate in Koproduktion mit LPPTV, der ARD, Method Animation, Sony Pictures Home Entertainment (Frankreich) / LP Animation / Fabrique d’images / DQ Entertainment (International) Limited in Zusammenarbeit mit France Télévisions, Rai Fiction, TSR und TV5 Monde, erste Ausstrahlung in Deutschland seit 17. März 2012 im KiKa[50][51]
- 2015: Der Kleine Prinz, französischer Computeranimationsfilm, Premiere in Cannes 2015, Kinostart in Deutschland 10. Dezember 2015

### Software
Der Verlag Tivola veröffentlichte eine multimediale Umsetzung des Buches (ab Windows 95) in Form eines Computerspiels. Dieses Spiel wurde vom holländischen Spieleentwickler IJSFontein erstellt. Die Abenteuer des kleinen Prinzen sind animiert und mit eigens komponierter Musik von Olivier Pryszlak unterlegt. In der deutschsprachigen Version dieses Spiels ist Ben Becker der Sprecher, während in der englischsprachigen Version Kenneth Branagh die Geschichte vorliest.

### Sonderpostwertzeichen
In Anerkennung der weltweiten Rezeption des Werkes gab die Deutsche Post AG zum 1. September 2014 ein Sonderpostwertzeichen im Wert von 60 Eurocent heraus. Der Entwurf stammt von den Grafikern Regina und Peter Steiner aus Stuttgart.

### Münzen
Die Monnaie de Paris gab 2015 in ihrer Reihe zu französischen Comics Goldmünzen zum Kleinen Prinzen heraus: eine mit einer Auflage von 5000 Stück zum Nennwert 5 Euro für 129 Euro, eine zweite mit einer Auflage von 2000 Stück zum Nennwert 50 Euro für 595 Euro und eine dritte mit einer Auflage von 1000 Stück zum Nennwert 200 Euro für 1995 Euro.

## Sekundärliteratur
- Eugen Drewermann, Ingritt Neuhaus: Das Eigentliche ist unsichtbar. Der Kleine Prinz tiefenpsychologisch gedeutet (= Herder-Spektrum, Band 5890). Herder, Freiburg im Breisgau 2007 (Erstausgabe 1984), ISBN 978-3-451-05890-5.
- Walburga Freund-Spork: Der kleine Prinz – Le Petit Prince von Antoine de Saint-Exupéry. Textanalyse und Interpretation mit ausführlicher Inhaltsangabe (= Königs Erläuterungen und Materialien, 378). 4. Auflage, Bange, Hollfeld 2010, ISBN 978-3-8044-1782-3.
- Roswitha Guizetti: Lektüreschlüssel zu Antoine de Saint-Exupéry: „Le Petit Prince“ (= Reclams Universal-Bibliothek, 15413). Reclam, Stuttgart 2009, ISBN 978-3-15-015413-7.
- Johannes Thiele: Alles über den „Kleinen Prinzen“ und wie er seinen Weg zu den Herzen der Menschen fand. Rauch, Düsseldorf 2010, ISBN 978-3-7920-0150-9.